# Árpádhalom
Árpádhalom  este un sat în districtul Szentes, județul Csongrád, Ungaria, având o populație de 541 de locuitori (2011). 

## Demografie
Componența etnică a satului Árpádhalom
     Maghiari (99,39%)
     Romi (0,61%)
Componența confesională a satului Árpádhalom
     Fără religie (51,39%)
     Romano-catolici (25,69%)
     Reformați (3,88%)
     Luterani (2,22%)
     Necunoscută (16,82%)
     Alte religii (0,55%)
Conform recensământului din 2011, satul Árpádhalom avea 541 de locuitori. Din punct de vedere etnic, majoritatea locuitorilor (99,39%) erau maghiari.  Din punct de vedere confesional, majoritatea locuitorilor (51,39%) erau persoane fără religie, existând și minorități de romano-catolici (25,69%), reformați (3,88%) și luterani (2,22%). Pentru 16,82% din locuitori nu este cunoscută apartenența confesională.